# Antwan Russell
Antwan Russell (ur. 6 listopada 1986) – bermudzki piłkarz występujący na pozycji napastnika, obecnie zawodnik Bermuda Hogges.

## Kariera klubowa
Russell rozpoczynał swoją piłkarską karierę w zespole Dandy Town Hornets. W 2009 roku został piłkarzem drużyny Bermuda Hogges, występującej w czwartej lidze amerykańskiej – USL Premier Development League. W nowej ekipie zadebiutował 25 kwietnia 2009 w przegranym 0:2 spotkaniu z Crystal Palace Baltimore, natomiast premierowego gola strzelił 2 maja tego samego roku w wygranej 2:1 konfrontacji z Harrisburg City Islanders.

## Kariera reprezentacyjna
W seniorskiej reprezentacji Bermudów Russell pierwszy mecz rozegrał 7 października 2011 z Trynidadem i Tobago w ramach eliminacji do Mistrzostw Świata 2014. W tym samym spotkaniu, wygranym 2:1, zdobył także pierwszą bramkę w kadrze narodowej, jednak ostatecznie jego drużyna nie zdołała zakwalifikować się na mundial.